# Lunéville
Lunéville là một xã trong vùng hành chính Lothringen, thuộc tỉnh Meurthe-et-Moselle, quận Lunéville. Tọa độ địa lý của xã là 48° 35' vĩ độ bắc, 06° 29' kinh độ đông. Lunéville có dân số vào thời điểm 1999 là 20.200 người; mật độ dân số là 1236 người/km².

## Thông tin nhân khẩu
| 1962   | 1968   | 1975   | 1982   | 1990   | 1999   |
| ------ | ------ | ------ | ------ | ------ | ------ |
| 21 618 | 23 177 | 22 709 | 21 468 | 20 711 | 20 200 |

## Các thành phố kết nghĩa
- Schwetzingen, Đức,

## Nhân vật nổi tiếng
- Cécile Stanilas de Girardin, chính trị gia
- Nicolas Guibal, họa sĩ
- Jean Nicolas Jadot de Ville-Issey, kiến trúc sư

## Địa điểm tham quan
- Lâu đài Lunéville được xây dựng trong thế kỉ 18.